# Румяная Балка
Румя́ная Ба́лка — хутор в Новоалександровском районе (городском округе) Ставропольского края России. Находился в составе муниципального образования «Сельское поселение Раздольненский сельсовет» (упразднено 1 мая 2017 года).

## Варианты названия
- Румяная балка[2],
- Новый Ключ[источник не указан 2918 дней].

## География
Расстояние до краевого центра: 53 км. Расстояние до районного центра: 30 км.

## Население
| 1989 | 2002 | 2010 | 2014 | 2023 |
| ---- | ---- | ---- | ---- | ---- |
| 163  | ↘148 | ↘118 | ↘100 | ↘84  |

## Кладбища
Южнее и северо-восточнее хутора находятся 2 общественных открытых кладбища общей площадью 6 тыс. м².